# Куничник прямий
Куничник прямий, куничник непомітний, очеретник багновий, черетниця багнова (Calamagrostis stricta) — вид багаторічних трав'янистих рослин родини тонконогових, поширений у бореальних та арктичних частинах Північної Америки (Гренландія, Канада, пн. США), та Євразії. Етимологія: лат. strictus — «жорсткий».

## Опис

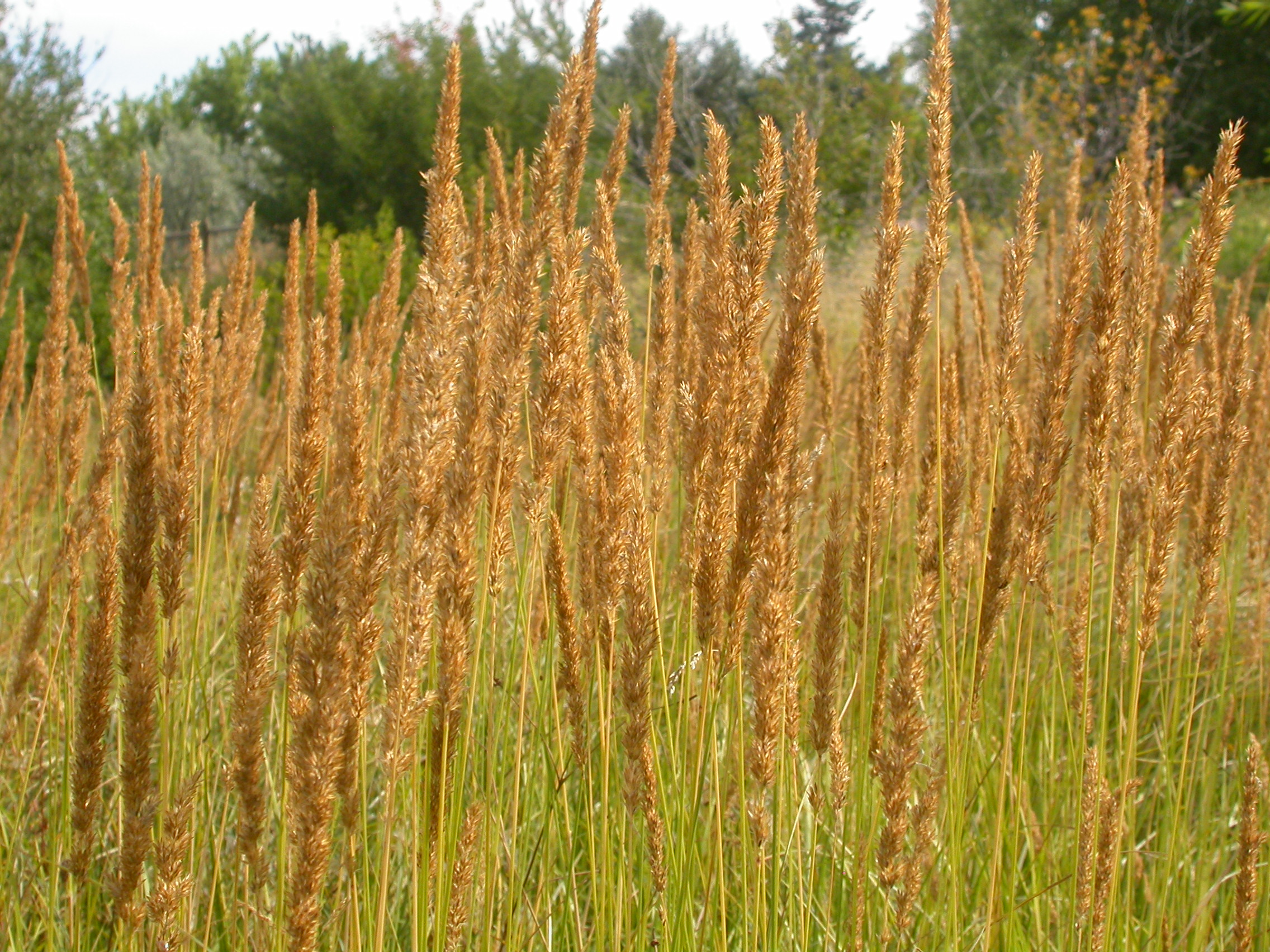
Суцвіття.

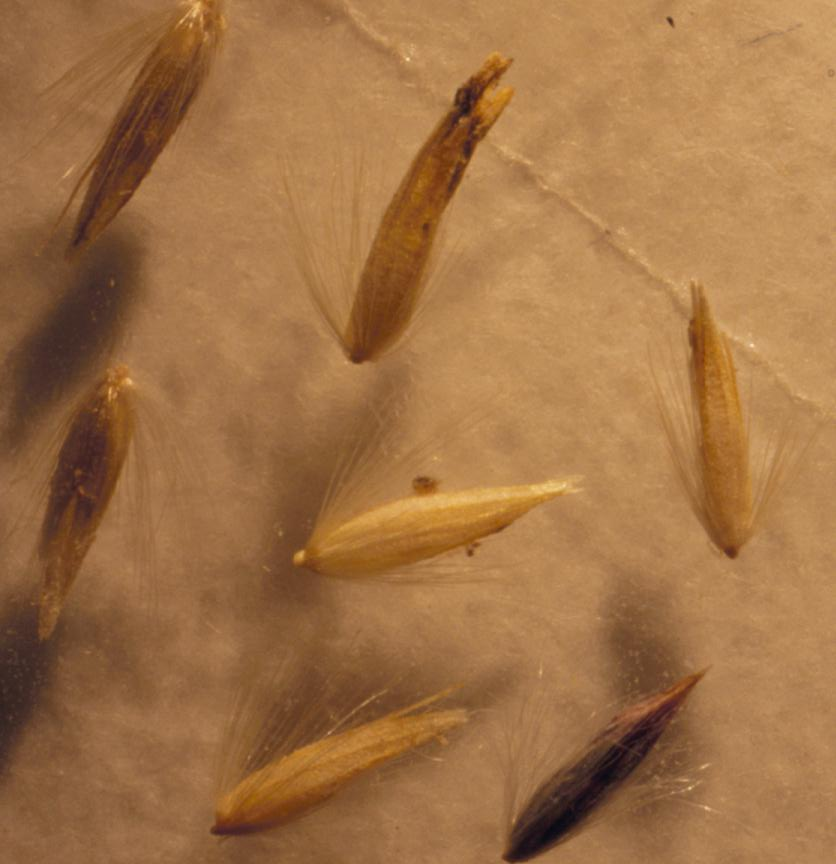
Насіння великим планом.

Багаторічник, який формує щільні або нещільні купини за допомогою гілок кореневищ солом'яного кольору. Потенційно, ці рослини-довгожителі можуть зберігатися у вигляді клонів протягом століть або, можливо, тисячоліть. Стебла до 1 м. Листові пластини 30–60 см у довжину; шириною 1,5–5 мм. Язички 1–3 мм. Суцвіття — волоть 7–20 см завдовжки; 1–3 см в ширину. Волоть рихла. Колоски поодинокі, 3–4 (4,5) мм. Колоскові лусочки вузьколанцетні, відтягнуто загострені, в 1,5 рази довше нижніх квіткових лусочок. Це тетраплоїдний вид (2n = 28, х = 7).

## Відтворення
Статеве розмноження насінням; ефективне локальне вегетативне розмноження кореневищами, можливо клонами. Вітрозапильний вид. Плоди не мають спеціального пристосування для розсіювання, але може цілком легко розноситися вітром і водою по землі й птицею на великі відстані.

## Поширення
Північна Америка: Гренландія, Канада, США; Азія: Китай, Японія, Киргизстан, Таджикистан, Монголія, Росія, Туреччина; Європа: Естонія, Литва, Молдова, Україна, Чехія, Німеччина, Угорщина, Нідерланди, Польща, Словаччина, Швейцарія, Данія, Фінляндія, Ісландія, Ірландія, Норвегія, Швеція, Велика Британія, Румунія, Франція.
Населяє болота, драговину і береги озер.
В Україні зростає на болотах, заболочених луках, в лісах, мокрих сугрудках — у Поліссі, Лісостепу і Прикарпатті, зрідка.